# Rado Istenič
Rado Istenič, slovenski nordijski kombinatorec, * 18. avgust 1915, Ljubljana, † 27. januar 1951, Ljubljana.
Istenič je za Kraljevino Jugoslavijo nastopil na Zimskih olimpijskih igrah 1936 v Garmish-Partenkirchnu, kjer je nastopil v posamični konkurenci, a tekmovanja ni končal.